# هله‌لویا

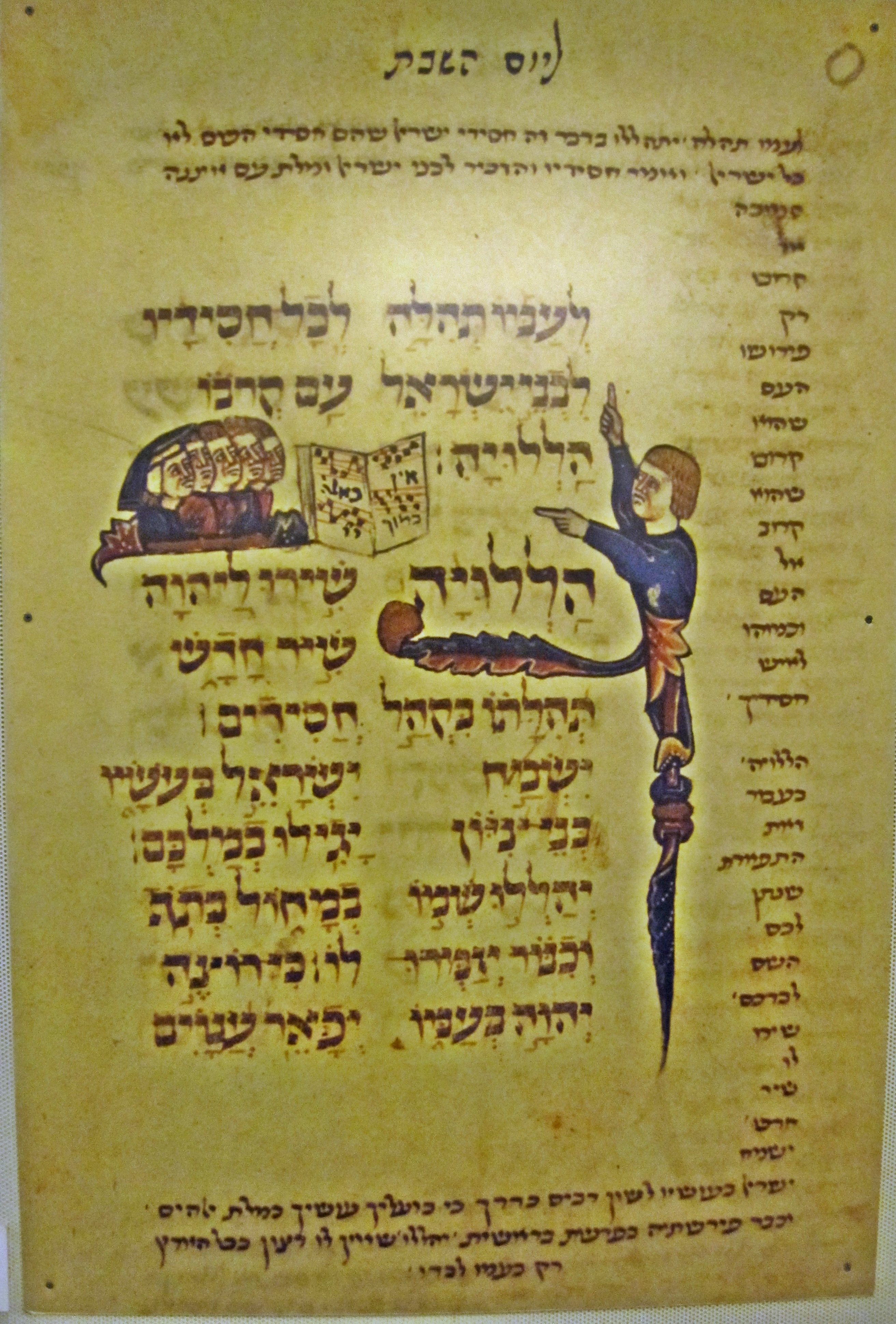
دست‌نوشته فرانسوی از مزمور ۱۴۹، واژه هللویا(הללויה) در زیر دست شخصی که اشاره می کند با حروف بزرگ قابل ملاحظه است.

هَله‌لُویا (‎i‎/ˌhæləˈluːjə/‎‎ ، برگرفته از  عبری توراتی: הַלְלוּ־יָהּ‎‎، عبری مدرن: הַלְּלוּ־יָהּ‎، تلفظ به شکل «هلّه‌لو-یاه»، به معنای تحت‌اللفظی «یهوه را ستایش کنید») یک عبارت ندایی ساخته شده از دو واژه‌ی «هله‌لو» و «یاه» از زبان عبری است که برای ادا کردن شکرگزاری‌ای مسرت‌آمیز نسبت به خداوند به کار می‌رود. هله‌لویا، ۲۴ بار در تنخ (در کتاب مزامیر)، دو بار در کتب آپوکریفا (ثانویه قانونی)، و چهار بار در کتاب مکاشفه یوحنا در عهد جدید مسیحی به کار رفته است.
این عبارت توسط یهودیان در دعاهای هَلِل (یعنی مزامیر ۱۱۱ الی ۱۱۸) و توسط میسیحیان به طور گسترده در دعاهای مسیحی استفاده می‌شود. از همان اوایل، این واژه به اشکال گوناگون در لیتورژی‌ها، به ویژه در کلیسای کاتولیک، کلیساهای لوتری و کلیسای ارتدوکس شرقی به کار رفته است. این سه کلیسا از شکل لاتین آللویا استفاده می‌کنند که بر اساس آوانویسی دیگر عبارت اصلی هله‌لویا در زبان یونانی است.

## ریشه‌شناسی
هَلِه‌لویا در واقع آوانویسی‌ای از عبارت عبری הַלְלוּ־יָהּ‎ است، به معنای «یهوه را ستایش کنید!». (برگرفته از הַלְלוּ، به معنای «ستایش کنید!» و יָהּ‎، به معنای «یهوه»). واژه هَلِل (הַלְל) در عبری به معنای ستایشی شادمانه همراه با آواز است. بخش دوم، יָהּ‎، شکل کوتاه شده تتراگراماتون (یهوه یا یِهُووَه) است.

## تفسیر
در کتاب مقدس عبری، هَلِه‌لُویا در واقع یک عبارت دو کلمه‌ای و نه یک کلمه‌ای است:هله‌لو-یاه. بخش اول، هَلو، فعل امر دوم شخص جمع مذکر از فعل عبری هیلِل (הִלֵּל) است. پس عبارت هَلِه‌لُویا به «ستایش یهوه یا یاه» ترجمه می‌شود، اگرچه معنای عمیق‌تری دارد؛ زیرا واژه هَلِل در عبری به معنای ستایش شادمانه در قالب آواز و برای بالیدن به خداست.
بخش دوم، یاه، شکل کوتاه شده ی‌ه‌و‌ه است و شکل کوتاه شده‌ای از نام «خداوند» یا «یهوه» محسوب می‌شود. تلفظ این نام، یعنی نام خداوند در دوران یهودیت معبد دوم، یعنی حدود قرن سوم پیش از میلاد، به دلیل اعتقادات مذهبی متوقف شد و به همین دلیل تلفظ دقیق آن مشخص نیست. با این حال، گاهی اوقات در منابع غیریهودی به صورت «یهوه» یا «یِهُووَه» ترجمه می‌شود. ترجمه‌ی هفتادگانی هم، به تبعیت از این رسم یهودیان که نام مقدس را با عبارت «آدونای» به معنای «سرورم» جایگزین کرده‌اند، یاه را به Kyrios (کوریوس، که در انگلیسی با حروف بزرگ به شکل LORD نوشته می‌شود) ترجمه می‌کند.
گیلعاد زاکرمن معتقد است که اصل عبارت هَلِه‌لُویا معمولاً با ترجمه‌هایی مانند «خدا را ستایش کنید!» قابل جایگزینی نیست، به دلیل اعتقاد به تصویرگونگی: این عقیده که بین صدای کلمه و معنای آن ارتباط ذاتی وجود دارد.: 62 

## در کتاب مقدس
هَلِه‌لُویا در ۲۴ آیه از کتاب مزامیر (۱۰۴–۱۰۶، ۱۱۱–۱۱۷، ۱۳۵، ۱۴۵–۱۵۰) یافت می‌شود، اما دو بار در مزمور ۱۵۰:۶ تکرار شده است. این عبارت آغازگر و پایان‌بخش تعدادی از مزامیر است.
آوانویسی یونانی ἀλληλούϊα (تلفظ به صورت: اَلیلویا) در نسخه‌ی هفتادگانی همین مزامیر، در توبیاس ۱۳:۱۷ و مکابیان سوم ۷:۱۳، و چهار بار در مکاشفه ۱۹:۱ الی ۱۹:۶، یعنی سرود بزرگِ ستایش خدا برای پیروزی‌اش بر فاحشه بابل، ظاهر می‌شود. چارلز جننز از همین بخش‌ها، برای متن کُر بخش هَلِه‌لُویا در اورتوریو مسیحای هندل اقتباس کرد. این آوانویسی مبنای آوانویسیِ جایگزین لاتین «Alleluia» است که مسیحیان نیز از آن استفاده می‌کنند.

## کاربرد توسط یهودیان
عبارت هَلِه‌لُویا به عنوان بخشی از مزامیر هَلِل (که بین مزامیر ۱۱۳ تا ۱۵۰ پراکنده شده‌اند) خوانده می‌شود. در رساله‌ی شَباتِ تلمود، از خاخام یوسی نقل شده است که مزامیر پِسوکی دِزیمرا باید به طور روزانه تلاوت شوند. مزامیر ۱۴۵ تا ۱۵۰، که به هَلِلِ پِسوکی دِزیمرا نیز معروفند، برای برآوردن این نیاز در آیین مذهبی سنتی یهودی شَحَریت (عبادت صبحگاهی) گنجانده شده‌اند. علاوه بر این، در اعیاد سه‌گانه، ماه نو و حنوکا، مزامیر ۱۱۳ تا ۱۱۸ تلاوت می‌شوند. درواقع، مزامیر مذکور به عنوان هَلِل و بدون هیچ وصف اضافه‌ای شناخته می‌شوند. 
مزمور ۱۴۶:۱۰، که با هَلِه‌لُویا به پایان می‌رسد، سومین و آخرین نقل‌قول کتاب مقدس در قِدوشا است. قدوشا شکل طولانی‌تری از دعای سوم در عَمیده است که در طول نمازهای شحریت و مَنحا (صبح و عصر) هنگامی که مینیان (حد نصاب ده نفر) حضور دارد، گفته می‌شود. مزامیر ۱۰۶، ۱۱۱، ۱۱۲، ۱۱۳، ۱۳۵، ۱۴۶-۱۵۰ معمولاً تحت عنوان «مزامیر هَلِه‌لُویا» شناخته می‌شوند.

## کاربرد توسط مسیحیان
برای بیشتر مسیحیان، هَلِه‌لُویا یک عبارت مسرت‌آمیز برای ستایش خدا تلقی می‌شود، نه یک عبارت امری برای ستایش او. واژه آللویا، مشتقی لاتین از عبارت عبری هَلِه‌لُویا، به همین شیوه به کار رفته است، اگرچه در آیین‌های مذهبی مسیحی، آللویا به طور خاص به یک سرود سنتی اشاره دارد که این کلمه را با آیاتی از مزامیر یا دیگر کتبِ کتاب مقدس ترکیب می‌کند. در آیین‌های عبادی لاتین کلیسای کاتولیک و در بسیاری از فرقه‌های پروتستان قدیمی‌تر، مانند کلیساهای لوتری، آللویا و «ستایش از آنِ خدا در اعلی‌علیین باد» (به انگلیسی: Gloria in excelsis Deo) در طول چله روزه (لنت) نه گفته می‌شود و نه خوانده می‌شود و جای آن با اخذ رای ربانی لنتی پر می‌شود، در حالی که در کلیساهای شرقی، آللویا در طول لنت در آغاز مراسم ماتینز (نماز سحرگاهی) خوانده می‌شود و جایگزین تئوس کیریوس (به انگلیسی: Theos Kyrios) که شادمانه‌تر تلقی می‌شود، می‌گردد. در مراسم عید پاک و در طول دوره‌ی پنجاه روزه‌ی پنطیکاستریون، سلام عید پاک به جای هَلِه‌لُویا در آیین غربی برای بیان شادی خوانده می‌شود.
در موقعیت‌های روزمره، عبارات «هَلِه‌لُویا» و «Praise the Lord» (به معنی «خدا را شکر») توسط مسیحیان از شادی، سپاسگزاری و ستایش نسبت به خدا به کار می‌روند. در مراسم‌های عبادی معاصر در فرقه‌های مختلف، استفاده از این عبارات شادمانه نیازی به درخواست یا راهنمایی خاص از سوی رهبران سرود و پرستش ندارد. در عبادات و سنت‌های متدیست‌ها، «هَلِه‌لُویا!» یک دعای سریع، کوتاه و متداول است.
در عبادات مسیحی، آللویا به عنوان یک سرود عبادی به کار می‌رود که در آن این کلمه با آیاتی از کتاب مقدس، معمولاً از مزامیر، ترکیب می‌شود.